# Sonate pour piano no 49 de Joseph Haydn
La Sonate pour piano no 49 Hob.XVI.36 en ut dièse mineur est une sonate pour pianoforte de Joseph Haydn composée en 1778.

## Structure
1. Moderato: Forme sonate où les surprises, les oppositions de registre et les modulations imprévues confèrent à ce mouvement une dimension orchestrale.
2. Scherzando: allegro con brio en la majeur avec des variations alternées majeur/mineur.
3. Finale: Menuet avec un trio en ut dièse majeur

## Source
- François-René Tranchefort, Guide de la musique de piano et clavecin, éd. Fayayard 1987, p. 402  (ISBN 2-213-01639-9)